# Apomys banahao
Apomys banahao är en gnagare i familjen råttdjur som förekommer i Filippinerna.

## Utseende
Individerna blir 12,5 till 15,4 cm långa (huvud och bål), har en 11,1 till 13,3 cm lång svans och väger 71 till 92 g. De har 3,3 till 3,7 cm långa bakfötter och 2,2 till 2,4 cm långa öron. Liksom andra släktmedlemmar kännetecknas arten av smala bakfötter, av tunna hår på svansen och av långa morrhår som når fram till axlarna när de böjs bakåt. Den täta pälsen på ovansidan och på extremiteternas utsida har en mörkbrun färg med inslag av rött och med några svarta otydliga fläckar. Undersidan är ljusgrå men håren har ett mörkgrått avsnitt nära roten. Den mörkbruna pälsen förekommer även på framtassarnas ovansida men inte på fingrarna som har pigmentfri hud och som bär vita hår. Allmänt är svansen uppdelad i en mörk ovansida och en vitaktig undersida. Ibland finns några mörkare ställen på undersidan. Apomys banahao har en diploid kromosomuppsättning med 48 kromosomer (2n=48).

## Utbredning
Denna gnagare lever vid vulkanerna Banahaw och San Cristobal på ön Luzon. Den vistas i regioner som ligger 1400 till 2180 meter över havet. Området är täckt av fuktig städsegrön skog.

## Ekologi
Antagligen har arten främst daggmaskar och andra maskar som föda. Den fångades även i fällor som hade kokosnöt som bete. De flesta exemplar fångades under natten och på marken. Några honor var dräktiga med en eller två embryon.

## Bevarandestatus
Regionen där arten lever är en skyddszon. I området förekommer illegal jakt men Apomys banahao jagas troligtvis inte. IUCN uppskattar att hela populationen är stabil och listar arten som livskraftig (LC).